# Tweekleurige grasuil
De tweekleurige grasuil (Apamea illyria) is een nachtvlinder uit de familie van de uilen, de Noctuidae.

## Beschrijving
De voorvleugellengte bedraagt tussen de 13 en 15 millimeter. De soort lijkt op de rietgrasuil (Apamea unanimis), maar heeft een lichtere grondkleur, is wat groter en de donkere middenband op de voorvleugel is aan de buiten- en binnenrand ongeveer even breed. De soort is moeilijk met zekerheid op naam te brengen.
De vliegtijd is van begin mei tot halverwege juli.

## Waardplanten
De tweekleurige grasuil gebruikt diverse grassen als waardplanten. De rups is te vinden van september tot maart. De soort overwintert als rups.

## Voorkomen
De soort komt verspreid over Europa en Klein-Azië voor.

### In Nederland en België
De tweekleurige grasuil is in Nederland en België een zeer zeldzame soort, met maar enkele bekende waarnemingen. De vlinder kent één generatie die vliegt van halverwege juni tot en met augustus.